# 越南泡菜
越南泡菜（越南语：／）是越南的傳統泡菜，為越南春節期間的常見菜餚，由曬乾的蘿蔔、黃瓜和薤白一起用加入甘蔗汁的稀魚露腌製而成。